# Persea alpigena
Persea alpigena är en lagerväxtart som beskrevs av Spreng.. Persea alpigena ingår i släktet avokador, och familjen lagerväxter. Utöver nominatformen finns också underarten P. a. harrisii.